# 29ª Mostra internazionale d'arte cinematografica di Venezia

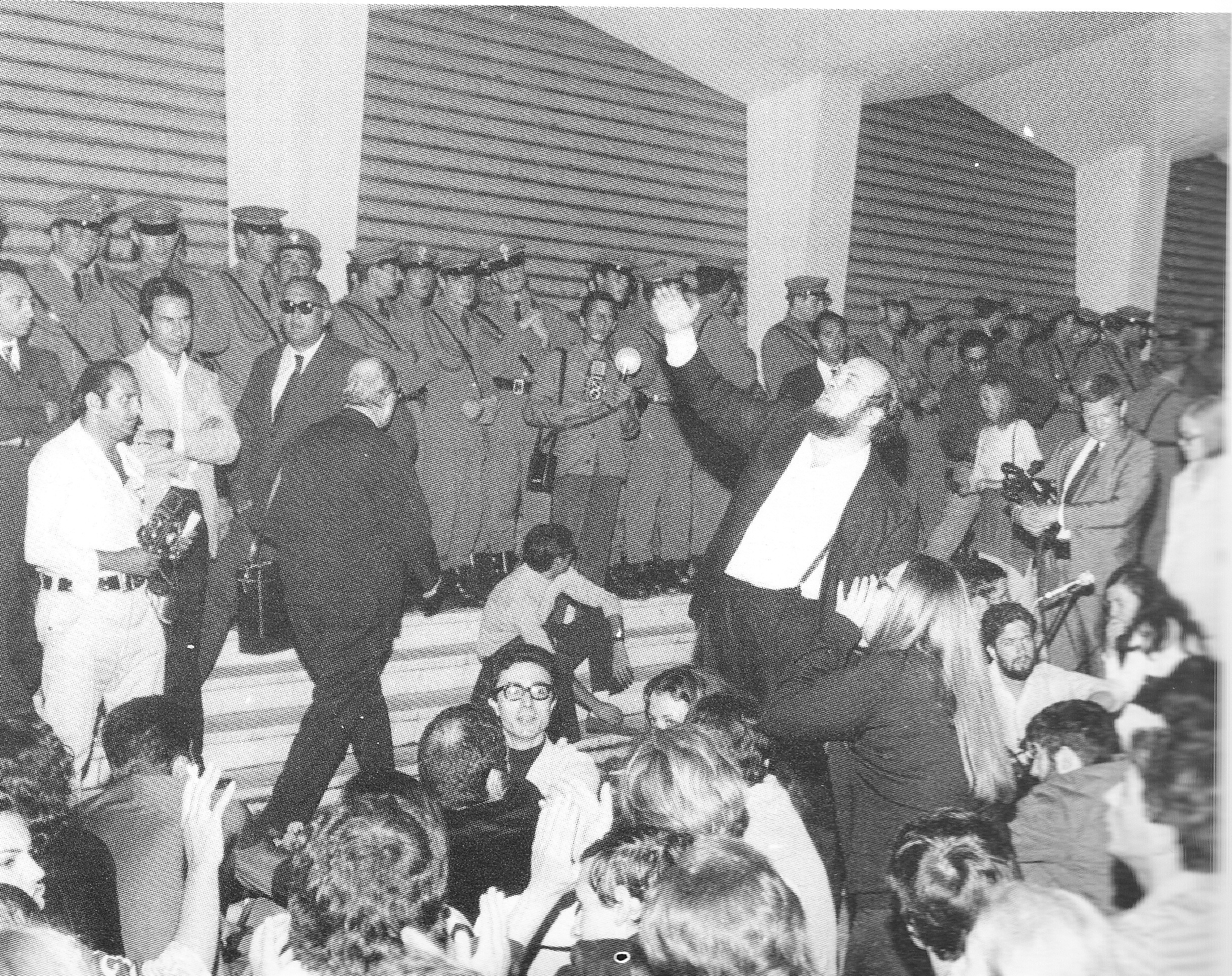
Contestazione di fronte al Palazzo del Cinema, 1968. In prima fila il regista Marco Ferreri.

La 29ª edizione della Mostra internazionale d'arte cinematografica di Venezia si è svolta a Venezia, Italia, dal 25 agosto al 7 settembre del 1968. È stata l'ultima edizione diretta da Luigi Chiarini.
Nel clima di contestazione del 1968, questa edizione segna il termine dell'assegnazione dei premi, dall'edizione successiva, fino al 1980, la Mostra (quando verrà svolta) sarà non competitiva.

## Giuria
- Guido Piovene (Italia) (presidente)
- Jacques Doniol-Valcroze (Francia)
- Akira Iwasaki (Giappone)
- Roger Manvell (Regno Unito)
- István Nemeskürty (Ungheria)
- Vicente Antonio Pineda (Spagna)
- Edgar Reitz (Germania Ovest)

## Sezioni

### Film in concorso
- Ballade pour un chien, regia di Gérard Vergez (Francia)
- Silenzio e grido (Csend és kiáltás), regia di Miklós Jancsó (Ungheria)
- Das Schloß, regia di Rudolf Noelte (Germania Ovest)
- Después del diluvio, regia di Jacinto Esteva (Spagna)
- Diario di una schizofrenica, regia di Nelo Risi (Italia)
- Artisti sotto la tenda del circo: perplessi (Die Artisten in der Zirkuskuppel: Ratlos) di Alexander Kluge (Germania Ovest)
- Volti (Faces), regia di John Cassavetes (Stati Uniti d'America)
- I muri (Falak), regia di András Kovács (Ungheria)
- Fuoco!, regia di Gian Vittorio Baldi (Italia)
- Galileo, regia di Liliana Cavani (Italia/Bulgaria)
- Kierion, regia di Dimosthenis Theos (Grecia)
- La schiuma dei giorni (L'Écume des jours), regia di Charles Belmont (Francia)
- L'Enfance nue, regia di Maurice Pialat (Francia) (Film d'apertura)
- Il Socrate (Le Socrate), regia di Robert Lapoujade (Francia/Germania Ovest)
- Me and My Brother, regia di Robert Frank (Stati Uniti d'America)
- Monterey Pop, regia di D. A. Pennebaker (Stati Uniti d'America)
- Nostra Signora dei Turchi, regia di Carmelo Bene (Italia)
- Partner, regia di Bernardo Bertolucci (Italia)
- Podne, regia di Mladomir 'Purisa' Djordjevic (Jugoslavia)
- Sept jours ailleurs, regia di Marin Karmitz (Francia)
- Stress es tres, tres, regia di Carlos Saura (Spagna)
- Summit, regia di Giorgio Bontempi (Italia)
- Tell Me Lies, regia di Peter Brook (Regno Unito)
- Teorema, regia di Pier Paolo Pasolini (Italia)
- Wheel of Ashes, regia di Peter Emmanuel Goldman (Stati Uniti d'America)
- Quattordici o guerra (Wild in the Streets), regia di Barry Shears (Stati Uniti d'America)
- Il disertore e i nomadi (Zbehovia a pútnici), regia di Juraj Jakubisko (Cecoslovacchia/Italia)

### Fuori concorso
- O slavnosti a hostech, regia di Jan Nemec (Cecoslovacchia)
- Sul davanti fioriva una magnolia, regia di Paolo Breccia (Italia)

### Informativa
- Het compromis - Il compromesso (Het compromis), regia di Philo Bregstein (Paesi Bassi)
- Il vaglia (Mandabi), regia di Ousmane Sembène (Senegal)

### 19ª Mostra Internazionale del Film Documentario
- American Profile: Home Country (Stati Uniti d'America)
- American Sculpture of the Sixties di Jules Engel (Stati Uniti d'America)
- Appunti per un film sull'India di Pier Paolo Pasolini (Italia)
- Archeologia di Andrzej Brzozowski (Polonia)
- Arte per nulla di Flavio Niccolini (Italia)
- Black Liberation di Yves De Laurot (Stati Uniti d'America)
- Britge to Space di Robert Geffney (Stati Uniti d'America)
- Budiz světlo di Gene Deitch (Cecoslovacchia)
- Čovec sa krasa di Mile de Gleria (Jugoslavia)
- Delta de sel di Lucien Clergue (Francia)
- Don't Count the Candles di Tony Armstrong-Jones (Regno Unito)
- Earrigal (Irlanda)
- Emu Ritual at Ruguri di Roger Sandall (Australia)
- Europa giovani: Donovan di Roberta Cadrigher e Paolo Nuzzi (Italia)
- Exposition di Hubs Hagen (Germania Ovest)
- Fly Past di Harry Aldous (Regno Unito)
- Free at Last di Gregory Shuker (Stati Uniti d'America)
- Giovani pacifisti in Germania di Giorgio Cazzella e Vincenzo Gamna (Italia)
- Gladiatori XX di Frantisek Papousek (Cecoslovacchia)
- God Respects Us When We Work, But Loves Us When We Dance di Les Blank (Stati Uniti d'America)
- Herring - Vanishing Harvest di Kevin Shine (Regno Unito)
- Il campo di Elio Piccon (Italia)
- Itinerario industriale di Giovanni Cecchinato (Italia)
- Krónica di István Gaál (Ungheria)
- La direction d'acteurs di Jean Renoir (Francia)
- La notte tedesca di Glauco Pellegrini (Italia)
- La Pension di Maurice Fasquel (Francia)
- La sinfonia delle foreste di Aleksandr Zguridi (Unione Sovietica)

- La spaccata di Guido Gomas e Manfredo Manfredi (Italia)
- La Tarquinia di Cardarelli di Francesco De Feo (Italia)
- La tragedia di un popolo di Sabih A. Karim (Iran)
- Le Fratricide di Charles Belmont (Francia)
- Miriam di Alex Brown (Zambia)
- Monte Grappa 1944 di Giuseppe Taffarel (Italia)
- Motocross di Antonello Branca (Italia)
- Not Enough di Wim van der Velde (Paesi Bassi)
- Painea noastra di Gabriel Barta (Romania)
- Paint di Michael Heckford (Regno Unito)
- Pe urmele unui film disparut di Ion Bostan (Romania)
- Pistole e pane di Aldebrando De Vero (Italia)
- Pohvala ruci di Bogdan Zizic (Jugoslavia)
- Pomsta di Jirí Brdecka (Cecoslovacchia)
- Promenade di Donovan Winter (Regno Unito)
- Protest, wofür? di Gideon Bachmann (Germania Ovest)
- Quando l'occhio vede di Giulio Macchi (Italia)
- Rapporto segreto di Camillo Bazzoni (Italia)
- Svatopluk a jeho synove di Jaroslav Bocek e Bohuslav Šrámek (Cecoslovacchia)
- Svědkove svěho času di Bohumil Sobotka (Cecoslovacchia)
- The Bet di Ron Waller (Stati Uniti d'America)
- Tornado di Leonard Grossman (Stati Uniti d'America)
- Ultima thule di Jørgen Roos (Danimarca)
- Varationen di Dietrich Lehmsted (Germania Ovest)
- We're Gonna Have Recess di Michael J.F. Scott (Canada)
- Yoake no Kuni di Toshie Tokieda (Giappone)
- Zahrada di Jan Švankmajer (Cecoslovacchia)
- Znameni krve di Jan Spata (Cecoslovacchia)

### 20ª Mostra Internazionale del Film per Ragazzi
- Adamko di Ivan Hustava (Cecoslovacchia)
- A Ghost of a Chance di Jan Darnley-Smith (Regno Unito)
- Automat na prání di Josef Pinkava (Cecoslovacchia)
- Bambini e marionette di Mariana Evstatieva-Biolcheva (Bulgaria)
- Can You Hear Me? di Aram Boyajian (Stati Uniti d'America)
- Cesar a detektivove di Dimitri Plichta (Cecoslovacchia)
- Ciime rau di Laurentiu Sirbu (Romania)
- City di Florin Anghelesco (Romania)
- Die trommel di Eberhard Hauff (Germania Ovest)
- Do, re, mi - Lezione di canto di Polyxene Naidenova (Bulgaria)
- E bas cu naci te zvezde di Gordana Boskov (Jugoslavia)
- Ein platz für Günter di Max Willutzki (Germania Ovest)
- Flurina di John Halas (Regno Unito)
- Ho cinque anni di Milka Nacheva e Christo Topuzanov (Bulgaria)
- I palloncini di Radka Bachvarova (Bulgaria)
- Istincts of an Insect di Milton Salzburg (Stati Uniti d'America)
- Izumitelj cipela di Zlatko Grgić (Jugoslavia)
- Jak sli spát di Bretislav Pojar (Cecoslovacchia)
- Jan und dal wildferd di Benton Claus Lombard (Germania Ovest)
- Jazzoo (Stati Uniti d'America)
- Kinder in Japan di Karl Koch (Germania Ovest)
- Macchiuri no shojo di Kazuhiko Watanabe (Giappone)
- Les Aventures de l'ours Colargol di Tadeusz Wilkosz (Francia)
- Looking After Porgy (Regno Unito)
- Mica pantera si priegenei di Ladislau Karda (Romania)

- Moja Ulica di Aleksandar Arandjelovic (Jugoslavia)
- Naica pleaca la București di Elisabeta Bostan (Romania)
- Neka druga ruka di Vefik Hadzismajlovic (Jugoslavia)
- Nevidni bataljon di Jane Kavcic (Jugoslavia)
- Nishki ot dagata di Christo Kovachev (Bulgaria)
- Pagine chiuse di Gianni Da Campo (Italia)
- Pee Wee's Pianola di Harry Booth (Regno Unito)
- Per fir di Constantin Mustetea (Romania)
- Per piacere, mi suoni la fine del mondo di Carlo Tuzii (Italia)
- Petali: la couleur des oiseaux (Francia)
- Pet holek na krku di Evald Schorm (Cecoslovacchia)
- La principessa Zaffiro di Osamu Tezuka (Giappone)
- Sametka di Zdeněk Miler (Cecoslovacchia)
- Sometimes I Even Like Me (Stati Uniti d'America)
- The Dangerous Playground di David Main (Canada)
- The Hunch di Sarah Erukker (Regno Unito)
- The Magic Ring di Mordi Genstein (Stati Uniti d'America)
- Tim und die bankhauber di Dietrich Wolfang (Germania Ovest)
- Una corsa in moto di Antonio Moretti (Italia)
- Un amico di Ernesto Guida (Italia)
- Utek di Stephan Skalsky (Cecoslovacchia)
- Vánoční stromeček di Hermina Tyrlová (Cecoslovacchia)
- Windy Day di John Hubley e Faith Hubley (Stati Uniti d'America)
- Ya vas lyubil... di Ilya Frez (Unione Sovietica)

### 8ª Mostra Internazionale del Film sull'Arte
- Albert Gleizes di Pierre Alibert (Francia)
- Archetipo oggettivo 1966 di N. Di Salvatore (Italia)
- Arpa e sitar di Enzo Trovatelli e Mario Bussagli (Italia)
- Arte e civiltà degli estruschi di Piero Gamacchio (Italia)
- Australian Colour Diary no.28: Sidney Opera House (Australia)
- Bilder einer stadt di Herbert Seggelke (Germania Ovest)
- Campigli di Raffaele Andreassi (Italia)
- Chaim Soutine di Jack Liebermann (Stati Uniti d'America)
- Claude Monet inconnu di Jean Roques (Francia)
- D'amour et de pierres di J.M. Isnard (Francia)
- Danish Houses (Danimarca)
- Film Title di Michael 'Pinball' Sehnert
- Georges Rouault di Robert de Nesles (Francia)
- Giacomo Quarenghi (Unione Sovietica)
- Giorgio Morandi di Libero Bizzarri (Italia)
- Habitat di Frieder Mayrhofer (Germania Ovest)

- Heksaptih di Djordje Kadijevic (Jugoslavia)
- Henri Gaudier-Brzaska di Arthur Stephen Cantrill (Regno Unito)
- Henry Moore di Julius Kohanyi (Canada)
- Hommage à Rodin di Marc de Gastyne (Francia)
- Kupla di Aito Mäkinen (Finlandia)
- L'arte senese di Cristo Mutafoff (Bulgaria)
- Lo stile di Jeff Calandra e Carl Jacobson
- Max Ernst di N. Di Salvatore
- Spacial Grafica di Pier Paolo Venier (Italia)
- Surrealismo di Guido Guerrasio (Italia)
- The Preraphaelite Revolt (Regno Unito)
- Un catalogo per Tancredi di Elvezio De Rosa (Italia)
- Uomini e cose di Raffaele Andreassi (Italia)
- Władysław Strzemiński di Bohdan Mościcki (Polonia)
- Who Is Jacques Lipchitz, Sculptor di Roger Graef (Canada)
- Zoltán Kemény di Carl Jacobson e Jeff Exel

### Retrospettiva I Primitivi italiani, statunitensi e francesi
- Amleto, regia di Mario Caserini (1910) (Italia)
- A Trip to Mars, regia di Ashley Miller (1910) (Stati Uniti d'America)
- Christophe Colombe, (1910) (Francia)
- Dimitry Donskoy, regia di Kai Hansen (1909) (Francia)
- Il granatiere Roland, regia di Luigi Maggi (1910) (Italia)
- Julius Caesar, regia di James Stuart Blackton e William V. Ranous (1908) (Stati Uniti d'America)
- La corsa all'eredità, (1909) (Italia)
- La maschera di ferro, regia di Oreste Mentasti (1909) (Italia)
- Le due ordinanze, (1909) (Italia)
- Le Festin de Balthazar, regia di Louis Feuillade (1910) (Francia)
- Les Huguenots, (1909) (Francia)
- L'Odissea, regia di Francesco Bertolini e Adolfo Padovan (1911) (Italia)
- L'ultimo degli Stuardi, regia di Mario Caserini (1909) (Italia)
- Piccoli garibaldini, (1909) (Italia)
- Princess Nicotine, regia di James Stuart Blackton (1909) (Stati Uniti d'America)
- The Guerrilla, regia di David Wark Griffith (1908) (Stati Uniti d'America)
- The Restoration, regia di David Wark Griffith (1909) (Stati Uniti d'America)
- The Spirit of the Gorge, (1911) (Stati Uniti d'America)
- Tontolini e l'asino, (1911) (Italia)
- Under Two Flags, (1912) (Stati Uniti d'America)

### Omaggio ad Antonio Pietrangeli
- Adua e le compagne
- Il sole negli occhi
- Io la conoscevo bene
- La visita

### Omaggio a Jean Renoir
- Boudu salvato dalle acque (Boudu sauvé des eaux)
- L'angelo del male (La Bête humaine)
- La cagna (La Chienne)
- La ragazza dell'acqua (La Fille de l'eau)
- La grande illusione (La Grande Illusion)
- La Marsigliese (La Marseillaise)
- La notte dell'incrocio (La Nuit du carrefour)
- La piccola fiammiferaia (La Petite Marchande d'allumettes)
- La regola del gioco (La Règle du jeu)
- La vita è nostra (La vie est à nous)
- Il delitto del signor Lange (Le Crime de monsieur Lange)
- Verso la vita (Les Bas-fonds)
- Madame Bovary
- Nanà (Nana)
- La purga al lupo (On purge bébé)
- La scampagnata (Partie de campagne)

Laura Betti, Coppa Volpi 1968, con Pier Paolo Pasolini, regista di Teorema

- Tire-au-flanc
- Toni

## Premi
- Leone d'oro: Artisti sotto la tenda del circo: perplessi (Die Artisten in der Zirkuskuppel: Ratlos) di Alexander Kluge
- Premio speciale della giuria: Nostra Signora dei Turchi di Carmelo Bene e Il Socrate (Le Socrate) di Robert Lapoujade (ex aequo)
- Coppa Volpi al miglior attore: John Marley per Volti (Faces)
- Coppa Volpi alla miglior attrice: Laura Betti per Teorema
- Menzione d'onore: Kierion di Dimosthenis Theos